# 래미
래미(Lemi, 1982년 12월 18일~)는 대한민국의 가수이며, 그룹 쟈크와 래미의 멤버이다. 본명은 박정혜(朴庭惠)이며, 리포터 김생민의 사촌동생이다.

## 음반

### 쟈크와래미 음반
- 1집 the story of zac & lemi(2005년)[1]
- 2집 사랑 그리고...사랑(2008년)[2]

- 싱글 쟈크와래미이야기2(2005년)[3]

- 2.5집 사랑하나요(2009년)[4]

### 래미 솔로 음반
- 래미 솔로앨범 "가시버시사랑" (2009)[5]

## 출연

### TV
- mbc 스타의친구를소개합니다 (장영란 친구로출연)[6]
- mtv 라이브와우[7]

- ystar 라이브파워뮤직[8]

### 라디오
- 경기방송kfm 오후의데이트 게스트 2005년 5월~2007년 1월[9]

- tu미디어 제이워크의음악본색[10]

## 학력
- CUNY(City University of New York)-Performing Arts(뮤직컬 학과))